# Macchina Pneumatica
La Macchina Pneumatica (in latino Antlia, abbreviato in Ant) è una delle 88 costellazioni moderne. Si tratta di una costellazione minore dell'emisfero meridionale che fu definita nel XVIII secolo. Il suo nome è un omaggio alla macchina inventata da Denis Papin per ricreare il vuoto in laboratorio.

## Caratteristiche

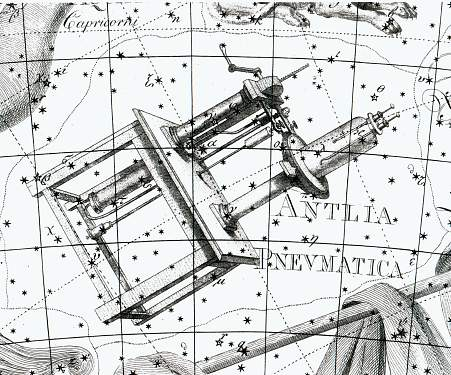
La Macchina Pneumatica illustrata da Johann Bode.

La Macchina Pneumatica è una costellazione molto piccola e oscura, una delle più dimenticate; non contiene stelle brillanti: la più luminosa, o la meno debole, è α Antliae, una stella di magnitudine apparente 4,25 e tipo spettrale K4 III. La sua individuazione è fortemente penalizzata anche a causa del suo relativo isolamento da stelle appariscenti; la si può reperire a nord delle Vele e a sudest della Bussola, anch'essa scarsamente luminosa ma più appariscente e più facile da individuare. La parte più sudoccidentale giace sul bordo più esterno della Via Lattea, ma non vi sono campi stellari di rilievo.
Il periodo più propizio per la sua osservazione nel cielo serale ricade nei mesi compresi fra febbraio e giugno; dall'emisfero boreale il suo riconoscimento è in genere molto difficile anche a causa della scarsa altezza sull'orizzonte che questa costellazione può raggiungere; dall'emisfero australe è visibile per più tempo, ma le difficoltà di individuazione permangono.

### Stelle principali
- α Antliae è una gigante arancione di magnitudine 4,28, distante 366 anni luce.
- ε Antliae è una gigante arancione di magnitudine 4,51, distante 700 anni luce.
- ι Antliae è una gigante arancione di magnitudine 4,60, distante 199 anni luce.

### Stelle doppie
La coppia di stelle più vistosa della costellazione è quella formata da ζ1 e ζ2 Antliae, una coppia di stelle di sesta magnitudine risolvibili anche con un binocolo.
- La ζ1 Antliae è a sua volta una doppia con componenti biancastre di sesta e settima grandezza, separate da 8 primi d'arco.

| Principali stelle doppie |                                          |                                          |             |             |                                 |         |
| Nome                     | Coordinate equatoriali all'epoca J2000.0 | Coordinate equatoriali all'epoca J2000.0 | Magnitudine | Magnitudine | Separazione (in secondi d'arco) | Colore  |
| Nome                     | AR                                       | Dec                                      | A           | B           | Separazione (in secondi d'arco) | Colore  |
| ζ1 Antliae               | 09h 30m 46s                              | -31° 53′ 21″                             | 6,35        | 7,21        | 8,0                             | b + b   |
| η Antliae                | 09h 58m 52s                              | -35° 53′ 27″                             | 5,25        | 12,0        | 31                              | g + g   |
| δ Antliae                | 10h 29m 35s                              | -30° 36′ 25″                             | 5,6         | 9,5         | 10,9                            | azz + b |

### Stelle variabili
Le stelle variabili più luminose della costellazione sono di quinta magnitudine in fase di massima; tuttavia il loro numero è esiguo.
La più brillante è la U Antliae, una variabile irregolare che in fase di massima è al limite della visibilità ad occhio nudo.
| Principali stelle variabili |                                          |                                          |             |             |                  |            |
| Nome                        | Coordinate equatoriali all'epoca J2000.0 | Coordinate equatoriali all'epoca J2000.0 | Magnitudine | Magnitudine | Periodo (giorni) | Tipo       |
| Nome                        | AR                                       | Dec                                      | Max.        | Min.        | Periodo (giorni) | Tipo       |
| S Antliae                   | 09h 32m 19s                              | -28° 37′ 40″                             | 6,40        | 6,92        | 0,6483           | Eclisse    |
| U Antliae                   | 10h 35m 13s                              | -39° 33′ 45″                             | 5,7         | 6,8         | -                | Irregolare |

## Oggetti del profondo cielo
Nonostante la vicinanza con la scia della Via Lattea, nella costellazione non sono presenti oggetti interni alla nostra Galassia; sono però visibili alcune galassie brillanti.
NGC 2997 in particolare è una galassia spirale di tipo Sc, inclinata di 45° rispetto alla linea di vista e visibile anche con un telescopio di media potenza.
PGC 29194 è una galassia nana sferoidale appartenente al Gruppo Locale e pertanto molto vicina; ciononostante, la sua magnitudine apparente è pari ad appena 14,8.
| Principali oggetti non stellari |                                          |                                          |          |             |                                        |              |
| Nome                            | Coordinate equatoriali all'epoca J2000.0 | Coordinate equatoriali all'epoca J2000.0 | Tipo     | Magnitudine | Dimensioni apparenti (in primi d'arco) | Nome proprio |
| Nome                            | AR                                       | Dec                                      | Tipo     | Magnitudine | Dimensioni apparenti (in primi d'arco) | Nome proprio |
| NGC 2997                        | 09h 45m 39s                              | -31° 11′ 25″                             | Galassia | 9,6         | 8,9 x 6,8                              |              |
| NGC 3125                        | 10h 06m 33.4s                            | -29° 56′ 05″                             | Galassia | 13,5        | 1,1 x 0,7                              |              |
| NGC 3223                        | 10h 21m 36s                              | -34° 16′ 03″                             | Galassia | 11,2        | 4,1 x 2,5                              |              |

## Sistemi planetari
HD 93083 è una stella arancione di sequenza principale con un sistema planetario confermato; in esso è noto un pianeta che possiede una massa minima di sicuro inferiore a quella di Giove, in orbita a una distanza di soli 0,477 UA dalla sua stella madre.
| Sistemi planetari |                                          |                                          |             |                |                              |
| Nome del sistema  | Coordinate equatoriali all'epoca J2000.0 | Coordinate equatoriali all'epoca J2000.0 | Magnitudine | Tipo di stella | Numero di pianeti confermati |
| Nome del sistema  | AR                                       | Dec                                      | Magnitudine | Tipo di stella | Numero di pianeti confermati |
| HD 93083          | 10h 44m 21s                              | -33° 34′ 37″                             | 8,33        | Nana arancione | 1 (b)                        |

## Storia
La costellazione della Macchina Pneumatica, unitamente ad altre dodici costellazioni del cielo meridionale, fu istituita dall'astronomo francese Nicolas Louis de Lacaille per riempire alcune regioni quasi vuote di stelle che non erano incluse in alcuna costellazione dell'epoca. Il suo nome completo, in latino, era in origine Antlia Pneumatica.
Alle stelle di questa costellazione non sono state assegnate lettere di Bayer secondo l'usuale scala di luminosità, probabilmente per mancanza di interesse.
Alla Macchina Pneumatica non è associato nessun mito classico, perché Lacaille interruppe la tradizione di dare nomi mitologici alle costellazioni, preferendo invece nomi di strumenti usati nelle scienze e nelle tecnologie.